# He Shuheng
He Shuheng (xinès simplificat: 何叔衡, pinyin: Hé Shūhéng; Ningxiang, Hunan, 7 de maig de 1876 - Changting, Fujian, 24 de febrer de 1935) va ser un revolucionari comunista xinés.

## Biografia
El 1914, va conèixer Mao Zedong mentre estava a la Universitat Normal de Hunan, i els dos es convertirien en amics íntims. L'abril de 1918, ell i Mao van fundar la Societat Xinmin. El 1920, els dos amics també van posar en marxa l'Institut d'Estudis Russos.
El juliol de 1921, ell i Mao van viatjar a Xangai per assistir al 1r Congrés Nacional del Partit Comunista de la Xina, com a representants de Changsha. Després del congrés, es va convertir en membre del comitè de Hunan del PCX. Durant la primera cooperació entre el Kuomintang (KMT) i el PCX, va ser membre del comitè executiu del KMT i del comitè de supervisió del partit local del KMT a Hunan. El 1927, va anar a Xangai. Després de l'incident del 12 d'abril, va establir en secret una imprempta per al PCX a Changsha.
L'abril de 1928, va anar a Rússia per assistir al Sisé Congrés Nacional del Partit Comunista de la Xina. Després va ingressar a la Universitat Sun Yat-sen de Moscou, on entre els seus companys hi havia companys del partit Xu Teli, Wu Yuzhang, Dong Biwu i Lin Boqu.
El juliol de 1930, va tornar a la Xina i es va fer càrrec de l'Institut Nacional Huji i va organitzar el rescat i el trasllat a llocs segurs dels comunistes detinguts.
A la tardor de 1931, va ser elegit per a càrrecs clau al soviet de Jiangxi. En comptes de participar en la Llarga Marxa, però, va optar per quedar-se enrere al sud i participar en combats de guerrilles. El 24 de febrer de 1935, va ser envoltat i assassinat per les tropes del Kuomintang a Changting, Fujian.